# Розенберг Віктор Абрамович
Розенберґ Віктор Абрамович (нар. 1938, Київ — пом. 2007, Київ) — український архітектор, член спілки архітекторів СРСР, викладач Київського державного художнього інституту.

## Біографія
Народився 1938 року у Києві. Здобув вищу освіту у Київському Художньому інституті.
Працював у «Київпроекті». Викладав у Київському Художньому інституті
Прикладом такого рішення був проєкт ясел-садка на 140 місць із компактним плануванням одноповерхових об’ємів, які дозволяли розмістити такий об’єкт в умовах щільної малоповерхової забудови історичного району м. Києва (Подолу) по вул. Ярославській (арх. В. Розенберг, 1981)

## Основні роботи
- Парк-Музей "Стародавній Київ" у співавторстві з Авраамом Мілецьким
- Проєкт забудови вулиць Антоновича-Великої Васильківської (Горького-Червоноармійської) (1975-1990ті)
- Проєкт забудови "Кварталів Розенберґа" (1979-1987)[3][4][5].
- Дитячі садочки на Подолі (1981-83) [6];
- Банк (ІОЦ) на Поштовій площі (1987)
- "Мапа Києва 10-13 століть" у співавторстві з Олександром Кутовим.[7]

## Галерея робіт

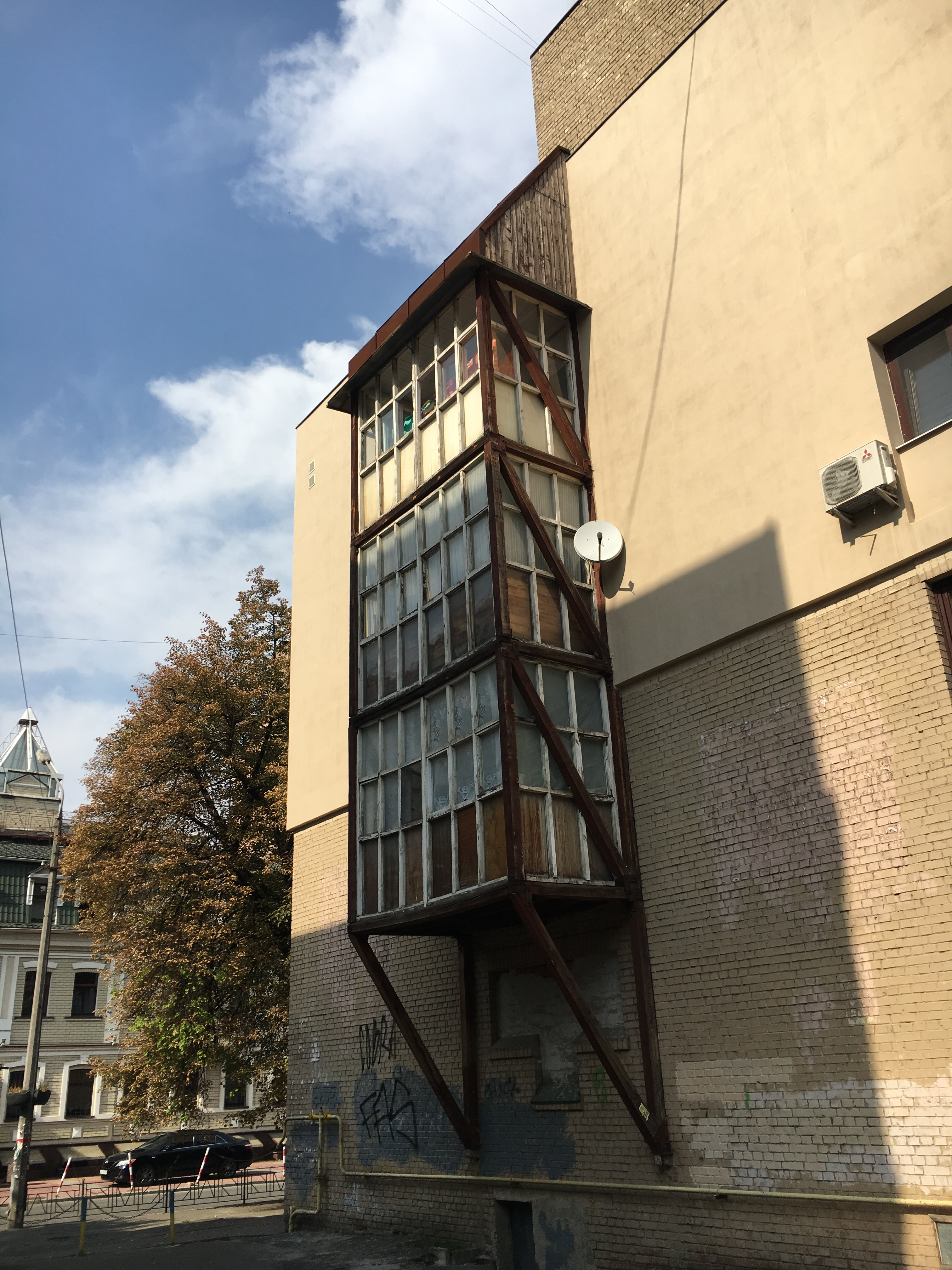